# Kiss Kiss Kiss
Kiss Kiss Kiss er et dansk band fra Århus bestående af Mads Koch (vokal, guitar), Mads Frøslev (Guitar), Kristoffer Balle (bas) og William Asingh (Trommer). Genremæssigt er bandets musik en blanding af pop, art-rock og post-punk.
Bandet blev dannnet i 2006 hvor medlemmerne mødte hinanden på Mellerup Efterskole. I de efterfølgende år spillede bandet koncerter rundt omkring i Danmark og Europa. P3's program "De Sorte Spejdere" var først med opmærksomheden, og gjorde nummeret "Hector" til et mindre hit i 2007[kilde mangler]. I 2008 modtog de DMA's MySpace pris[kilde mangler], spillede på Roskilde Festival og i 2009 var de på SPOT Festival.
I 2009 påbegyndte bandet indspilningerne til deres debut, som de producerer sammen med Tomas Høffding (fra WhoMadeWho) i studiet Delta Lab[kilde mangler]. Første single, "Broken Hearts", blev udsendt i begyndelsen af juni, hvor den også blev "P3's uundgåelige" og "Flesh" på MTV. 2. single, "Mirrors", fra albummet Release The Birds blev udgivet 23. februar 2010. Release The Birds blev udgivet 1. marts 2010.

## Singler
- Broken Hearts
- Mirrors